# Champion of the World
«Champion of the World» ―en español: Campeón del mundo― es una canción de la banda de rock británica Coldplay de su octavo álbum de estudio Everyday Life.
La canción estuvo disponible originalmente para su transmisión el 20 de noviembre de 2019, y luego como sencillo oficial el 24 de febrero de 2020 en los Estados Unidos.

## Descripción general
«Champion of the World» es la séptima pista de la parte Sunset del álbum y fue escrita por los miembros de Coldplay. La canción contiene elementos de "Los Ángeles, Be Kind" del proyecto en solitario de Scott Hutchison, Owl John, según explicó Chris Martin.

Quiero agradecer a Scott Hutchison de Owl John, en la canción "Champion of the World". Tenía una canción llamada "Los Ángeles, Be Kind", que me encanta. Cuando lo escuché por primera vez, pensé que iba a ir en una dirección; pero fue otro. De todos modos, "Champion of the World" es la canción que vino de seguir el otro camino, y es por eso que Scott es coautor de esta canción.
Chris Martin

## Video musical
El 25 de febrero de 2020 se puso a disposición un video musical en el canal oficial de YouTube de Coldplay. El video fue filmado en Los Ángeles y fue dirigido por el director francés Cloé Bailly, quien dijo que el video trata sobre este poder mágico que los niños tienen para desconectarse de la realidad y saltar a su propio mundo.

## Posicionamiento en listas
| Lista (2019–2020)                                       | Mejor posición |
| ------------------------------------------------------- | -------------- |
| 37                                                      | 37             |
| 27                                                      | 27             |
| 28                                                      | 28             |
| Estados Unidos Hot Rock & Alternative Songs (Billboard) | 13             |
| Estados Unidos Rock Airplay (Billboard)                 | 40             |
| Nueva Zelanda Hot Singles (RMNZ)                        | 25             |
| Polonia (LP3)                                           | 13             |
| 93                                                      | 93             |
| 56                                                      | 56             |

## Historial de lanzamientos
| País           | Fecha                 | Formato                              | Etiqueta   | Ref.   |
| -------------- | --------------------- | ------------------------------------ | ---------- | ------ |
| Estados Unidos | 24 de febrero de 2020 | Álbum para adultos radio alternativa | Parlophone | [ 2 ]  |
| Estados Unidos | 25 de febrero de 2020 | Radio alternativa                    | Parlophone | [ 9 ]  |
| Reino Unido    | 7 de marzo de 2020    | Contemporáneo para adultos           | Parlophone | [ 10 ] |
| Italia         | 1 de mayo de 2020     | Radio de éxito contemporáneo         | Warner     | [ 11 ] |